# Columbian Neckties
Columbian Neckties ist eine 1999 gegründete Rockband aus Aalborg, Dänemark.
Ihre Musik beschreiben sie selbst als Rock ’n’ Roll inspirierten Punk-Rock, in der Presse werden sie häufig mit den New Bomb Turks oder den Saints verglichen. Nach ersten Auftritten in Dänemark, auch auf dem „Adios Moshable Festival“ in Kopenhagen, tourte die Band regelmäßig durch Europa, 2004 wurden auch Auftritte in Japan und den USA realisiert. Sie begleiteten die Hellacopters auf ihrer letzten Europatournee und wurden so fester Bestandteil der skandinavischen Musikszene.

## Diskografie
- Takeaway, LP/CD, (Sounds of Subterrania / 2005)
- Why change your moves?, LP/CD, (Sounds of Subterrania / 2002)
- Abrance!, LP/CD, (Sounds of Subterrania / 2001)
- Veröffentlichungen auf Samplern von Greenhell Records und Bad Afro